# Bülachfibulan

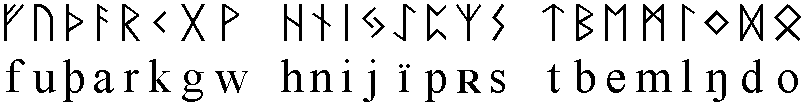
Den äldre futharken. ʀ representerar en senare urnordiskt uttal, där äldre urgermanska istället uttalade z.

Bülachfibulan är en silverfibula funnen i Bülach, Zürich, Schweiz 1927. Den alemanniska graven där fyndet påträffades (nr. 249) dateras till 500-talet och innehöll resterna av en vuxen kvinna. Fibulan, som dateras till mellan 200- och 600-talen, bär en runinskrift med den äldre futharken, den enda hittills funnen i Schweiz.

## Inskription
Inskriften börjar:
frifridil du aftm[...
där den första och tredje f-runan, liksom a, är spegelvända.
Frifridil är ett smeknamn för en manlig vän eller älskare (fornhögtyska: fridil, medeltida högtyska: friedel). du är andra person singularis, skilt från det vanligare västgermanska þu, vilket antas visa på att inskriften är fornhögtysk eller alemannisk germansk.
Den resterande inskriften har lästs olika av olika uttydare. Dessutom har de spegelvända runorna i vissa fall tolkats som indikatorer på att läsriktningen skall ändras. Krause och  Jankuhn (1966) läser:
fri[d]fridil du fat mik l l
med enbart två l-runor, vilket översätts "du, min älskare, omfamna mig, lök! lök!", där l-runan får stå för begreppet "lök", vilket symboliserar fertilitet eller lycka (lök associeras starkt med mogna kvinnor i fornnordisk skaldediktning).
Klingenberg (1976) läser:
frifridil [lid] du [fud] f[a]t[o] mik. (l)[au]k (l)[i]d l l
där det första lid förklaras genom att spegelvända dil och fud genom att spegelvända du f. Anledningen till detta antas då vara en vilja att dölja det obscena innehållet. lid betyder "penis" och fud "vulva" (fud har samma etymologiska grund som sv. "fitta"). Vidare tolkar Klingenberg l-runorna som falliska symboler, vilket förstärker lid och resulterar i översättningen "[Jag, din] älskare med penisen, du med vulvan: ta emot mig; lök! penis! lök! penis!". 
Opitz (1977) har den liknande tolkningen:
fri[d]fridil [lid] du [fud] f[a]t[.] mik (l[id]) l[id] l[id]
"älskare - penis; du - vulva; ta emot mig; (penis) penis penis"
Opitz diskvalificerar Klingenbergs k och d i slutet av inskriften som rena gissningar.
Senare forskare har diskvalificerat "l-runorna" som enbart skrapmärken, och tolkningarna av Klingenberg och Opitz som en produkt av deras upphetsade fantasier. Looijenga (1997) läser enbart det oöversättliga aftmu. Den odiskutabla läsningen av frifridil bevisar dock i stort att inskriften är menad för ett kärlekspar.

## Källor

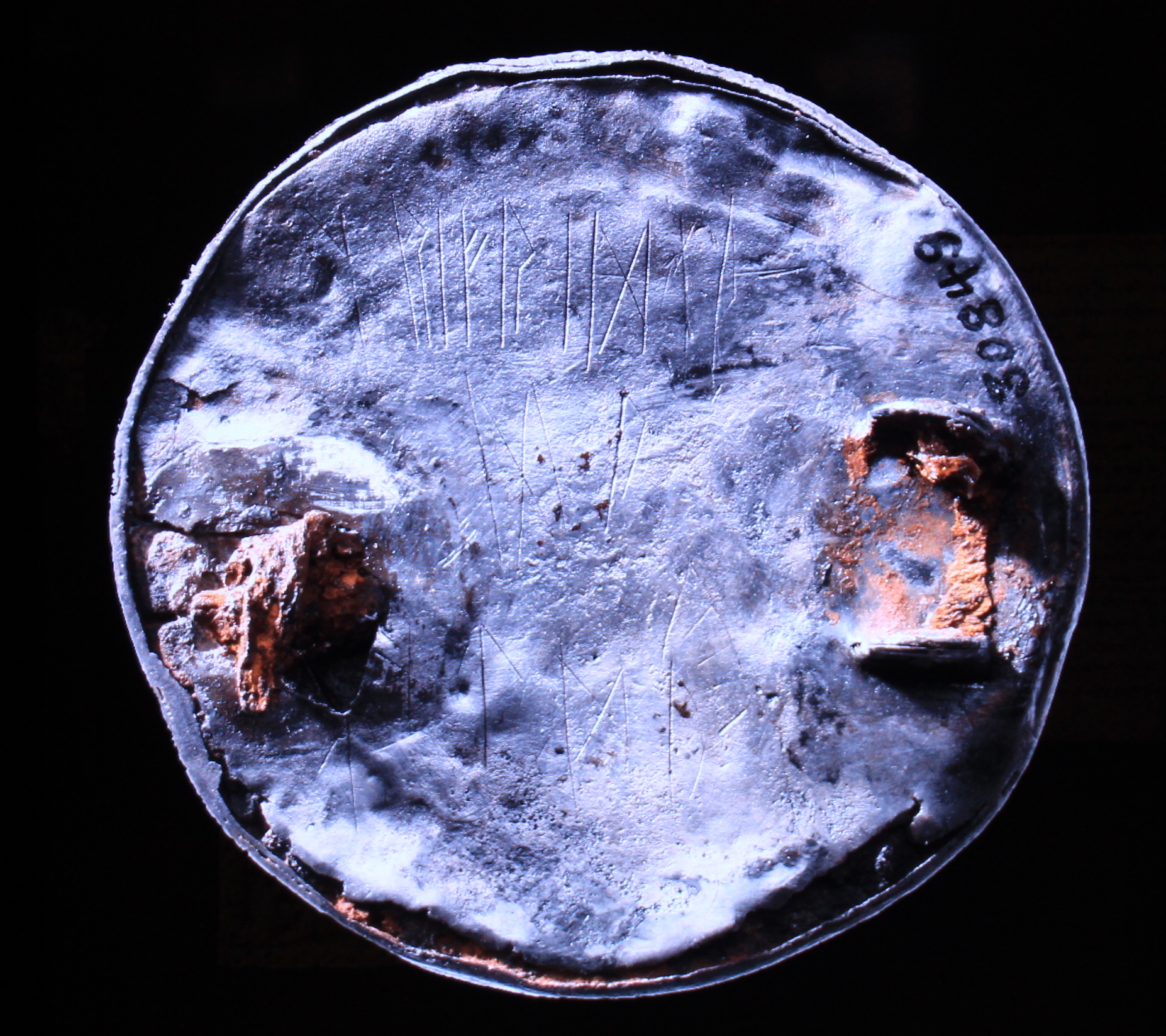
Bülachfibulan